# Миломир Стакић
Миломир Стакић (Марићка, 19. јануар 1962) је лекар, председник Скупштине општине Приједор и општинског Кризног штаба (Ратног предсједништва) непосредно пре почетка и за време рата у Босни и Херцеговини.
Међународни кривични суд за бившу Југославију у Хагу га је осудио на 40 година затвора.

## Биографија
Стакић је рођен 19. јануара 1962. године у насељу Марићка у општини Приједор. Дипломирао је на Медицинском факултету Универзитета у Бањој Луци, где је обавио и лекарску праксу. Оженио се Божаном Цук из Буснова, 1987. године и са њом добио двоје деце.
Од 1989. године је радио као лекар у Теслићу, потом Омарској и служби хитне помоћи при селима Ламовита и Кевљани.
Основао је месну организацију Народне радикалне странке у Омарској 1990. године, а исте године је приступио Српској демократској странци и постао потпредседник њене општинске организације. На изборима 18. новембра 1990. године, постао је општински одборник у Приједору. У јануару 1991. године је постао потпредседник Скупштине општине
Јануара 1992. године, изабран је за председника Скупштине српског народа Приједор. Под његовим председништвом, Скупштина је донела одлуку да се општина припоји Српској аутономној области Босанска Крајина. Током ноћи 29. на 30. април 1992. године, општинску власт су преузели Стакић и људи из СДС-а. Скупштина општине је замењена општинским Кризним штабом, који је називан и Ратно предсједништво. Одлукама Кризног штаба, основана су три концентрациона логора.

## Суђење пред Хашким трибуналом
Међународни кривични суд за бившу Југославију у Хагу је прву оптужницу против Стакића подигао 13. марта 1997. године, тако што је проширена оптужница против Сима Дрљача и Милана Ковачевића.
Испоручен је 23. марта 2001. године, без претходно обављеног судског поступка пред судом у Србији, што је бивши министар правде и судија Савезног уставног суда Аранђел Маркићевић прокоментарисао:
С обзиром да је изручење Стакића извршено на начин и у року како то прозилази из званичног саопштења МУП Србије, не чини ми се вероватним да су том приликом 'испоштоване све југословенске законске норме и процедура'. Није ми јасно како је процедура могла да буде испоштована ако је др Стакић у 16.30 часова ухапшен, а у 17.40 укрцан у авион и пребачен у Хаг.— мр Аранђел Маркићевић
Суђено му је од 16. априла 2002. до 15. априла 2003. године. Првостепеном пресудом од 31. јула 2003. године, осуђен је на казну доживотног затвора. Њоме је ослобођен оптужби за геноцид, саучесништво у геноциду и злочин против човечности, а осуђен за истребљење, убиство и прогон.
Пресудом Жалбеног већа од 22. марта 2006. године, преиначена је казна у 40 година затвора. Пресуда је потврдила ослобађајућу пресуду за оптужбе о геноциду и саучесништву у геноциду, а поништила је и одговорност за депортацију.
Стакић се налази на одслужењу казне у Француској.